# Parque nacional Dalrymple
Dalrymple es un parque nacional en Queensland (Australia), ubicado a 1108 km al noroeste de Brisbane.

## Datos
- Área: 16,60 km²
- Coordenadas: 19°47′16″S 146°05′58″E / -19.78778, 146.09944
- Fecha de Creación: 1990
- Administración: Servicio para la Vida Salvaje de Queensland
- Categoría IUCN: II

Véase también:
- Zonas protegidas de Queensland

- Datos: Q1158073